# Катастрофа Boeing 737 под Ахмадабадом
Катастрофа Boeing 737 под Ахмадабадом — крупная авиационная катастрофа, произошедшая в среду 19 октября 1988 года. Авиалайнер  Boeing 737-2A8 компании Indian Airlines выполнял внутренний рейс IC 113 по маршруту Бомбей—Ахмадабад, но при заходе на посадку в аэропорту Ахмадабада врезался в опору ЛЭП и рухнул на землю. Из находившихся на его борту 135 человек ( 129 пассажиров и 6 членов экипажа ) выжили 4.
На момент событий катастрофа рейса 113 по масштабам занимала второе место среди авиакатастроф в Индии, на настоящее время (2023 год) — четвёртое.

## Самолёт
Boeing 737-2A8 с бортовым номером VT-EAH (серийный — 20481, производственный — 271) был выпущен в 1970 году и 24 ноября совершил свой первый полёт. Его два реактивных двигателя были модели Pratt & Whitney JT8D-9A. Всего авиалайнер имел 42 750 часов налёта и 47 520  циклов (посадок).

## Катастрофа
Самолёт выполнял рейс IC 113 из Бомбея в Ахмадабад, на его борту находились 6 членов экипажа (37-летний командир О.М. Далайя (англ. O.M. Dalaya), 26-летний второй пилот Дипак Нагпал (англ. Deepak Nagpal) и 4 стюардессы) и 129 пассажиров (124 взрослых и 5 детей). Вылет из аэропорта Бомбея был осуществлён в 06:05 IST. В 06:47 экипаж перешёл на связь с диспетчером аэропорта Ахмадабада. Заход на посадку выполнялся на взлётно-посадочную полосу при сложных метеоусловиях на скорости 160 узлов, что выше установленной. Не видя полосы, экипаж допустил снижение самолёта до 500 футов (около 150 метров) вместо установленной 1000 футов. В 06:53 рейс 113 зацепил деревья и врезался в опору ЛЭП, после чего, потеряв управление, упал на землю и взорвался. Катастрофа произошла в 2540 метрах от торца полосы 23 у поселения Чилода-Котарпур (Chiloda Kotarpur) жилищного общества Нобле-Нагар (Noble Nagar).
Всего на месте погибли 130 человек: 124 пассажира и все 6 членов экипажа. В некоторых источниках ошибочно указано, что погибли 124 человека, то есть без учёта экипажа. Из выживших 5 пассажиров впоследствии 3 скончались от полученных ран. Но так как официально в катастрофе погиб 131 человек, можно сделать вывод, что из 3 скончавшихся в больницах 2 относятся к смертельно раненным, то есть погибли позже, чем через 30 дней (после 18 ноября), а потому не учитываются как погибшие. На момент событий катастрофа рейса 113 по масштабам занимала второе место среди авиакатастроф в Индии, на настоящее время (2025 год) — пятое.

## Причины
Первоначальной причиной катастрофы была названа ошибка экипажа, который снизился ниже безопасной высоты. Однако в ходе расследования было выявлено, что и навигационное оборудование аэропорта работало с нарушениями, а курсо-глиссадная система не работала вообще, но диспетчер не предупредил об этом.
14 октября 2009 года Верховный суд штата Гуджарат вынес решение, что к катастрофе привели халатность авиакомпании и руководства аэропорта. Их обязали выплатить компенсации семьям погибших, причём долевое распределение было установлено как 90/10 (90 % — авиакомпания, 10 % — аэропорт), тем самым изменив решение суда низшей инстанции от марта 2003 года, который установил это распределение как 70/30.